# Ein Mädchen und ein Kosmonaut
Ein Mädchen und ein Kosmonaut (Originaltitel: Dziewczyna i kosmonauta) ist eine polnische Science-Fiction-Drama-Serie, die am 17. Februar 2023 auf Netflix veröffentlicht wurde.

## Inhalt
Die Geschichte spielt auf zwei Zeitebenen: in den 2020er Jahren und im Jahr 2052. Im Mittelpunkt stehen zwei polnische Kampfpiloten, Niko und Bogdan, die um den ersten bemannten Flug einer privaten Weltraummission konkurrieren – und um die Liebe derselben Frau, Marta.
Niko wird schließlich ausgewählt und startet in eine Weltraummission, die jedoch schiefgeht. Jahrzehnte später wird sein Raumfahrzeug wiederentdeckt, und Niko kehrt überraschenderweise kaum gealtert auf die Erde zurück, was auf medizinische Experimente im All zurückgeführt wird. Während Niko versucht, sein früheres Leben wiederzufinden, sind seine Rückkehr und sein Körper für verschiedene Akteure von großem Interesse.

## Produktion
Die Serie wurde von Lulu Production produziert. Drehbuchautor war Bartosz Prokopowicz, der auch die Regie übernahm. Die Serie wurde am 17. Februar 2023 auf der Streaming-Plattform Netflix veröffentlicht.

## Besetzung und Synchronisation
Die deutschsprachige Synchronisation entstand nach den Dialogbuch von Yvonne Prieditis sowie unter der Dialogregie von Andreas Müller durch die Synchronfirma Interopa Film GmbH.
| Rolle                    | Schauspieler       | Synchronsprecher  |
| ------------------------ | ------------------ | ----------------- |
| Marta (alt)              | Magdalena Cielecka | Antje von der Ahe |
| Marta (jung)             | Vanessa Aleksander | Magdalena Höfner  |
| Nikodem 'Niko' Borowski  | Jedrzej Hycnar     | Fabian Oscar Wien |
| Wiktor Rosa              | Grzegorz Damiecki  | Sven Gerhardt     |
| Bogdan Rosa (jung)       | Jakub Sasak        | Nicolás Artajo    |
| Bogdan Rosa (alt)        | Andrzej Chyra      | Frank Röth        |
| Karolina Borowska (jung) | Zofia Jastrzębska  | Özge Kayalar      |
| Karolina Borowska (alt)  | Anna Cieslak       | Anne Düe          |